# Zeina Akar

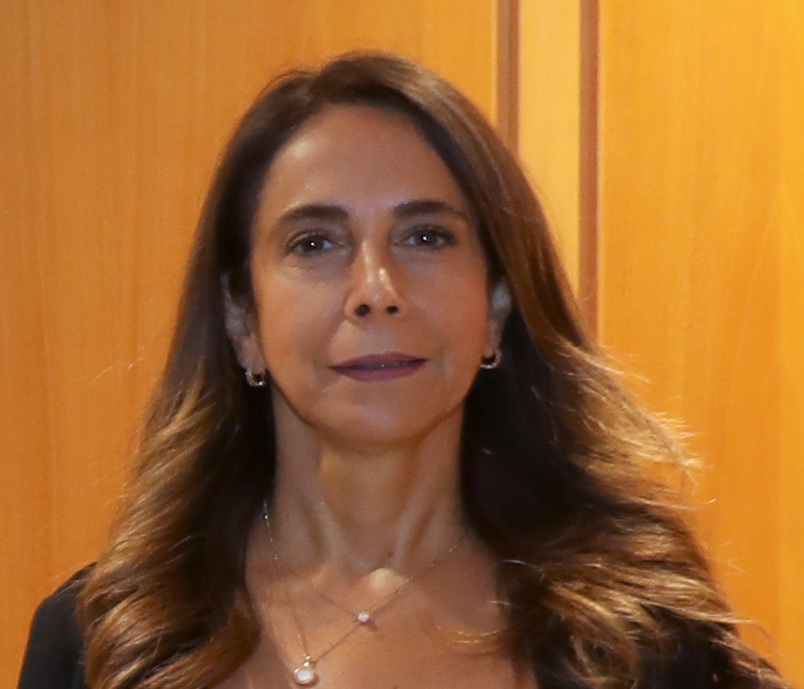
Zeina Akar

Zeina Akar Adra (arabisch زينة عكر عدرا, DMG Zaina ʿAkar ʿAdrā) ist eine libanesische Sozialwissenschaftlerin. Von Januar 2020 bis August 2020 war sie Verteidigungsministerin und Stellvertretende Ministerpräsidentin im Kabinett Diab.
Zeina Akar hat einen Bachelor-Abschluss in Sozialwissenschaften von der Amerikanischen Universität Beirut. Sie ist Partnerin und Direktorin von Information International, einem in Beirut ansässigen Forschungsunternehmen, das von ihrem Ehemann Jawad Adra gegründet wurde. Seit dem 21. Januar 2020 im Amt, ist sie die erste stellvertretende Ministerpräsidentin und Verteidigungsministerin des Landes. Akar ist Vertreterin der griechisch-orthodoxen Bevölkerungsgruppe und wurde vom Präsidenten und der Freien Patriotischen Bewegung ernannt.
Während der Übergabezeremonie des Verteidigungsministeriums am 23. Januar 2020 unterstrich die neue Verteidigungsministerin die Bedeutung des Rechts des libanesischen Volkes auf Protest und Druck auf die Regierung. Zu ihren Hauptaufgaben gehöre u. a. die Bekämpfung der Korruption und die Rückgewinnung des gestohlenen Geldes. In Bezug auf ihre Fähigkeit, das Verteidigungsministerium und damit die libanesische Armee zu führen, stellte sie fest, dass der Posten des Verteidigungsministers mehr eine logistische Verwaltungsaufgabe als sei als dass sie eine militärische Rolle spiele.
Nach dem Rücktritt von Hassan Diab als Ministerpräsident am 10. August 2020 blieb die Ministerin bis zur Bildung eines neuen Kabinetts geschäftsführend im Amt. Nach dem Rücktritt des geschäftsführenden Außenministers Charbel Wehbe übernahm sie am 20. Mai 2021 zusätzlich dessen Ressort.